# Laelia suffusa
Laelia suffusa är en fjärilsart som beskrevs av Walker 1855. Laelia suffusa ingår i släktet Laelia och familjen tofsspinnare. Inga underarter finns listade i Catalogue of Life.